# Linus Thörnblad

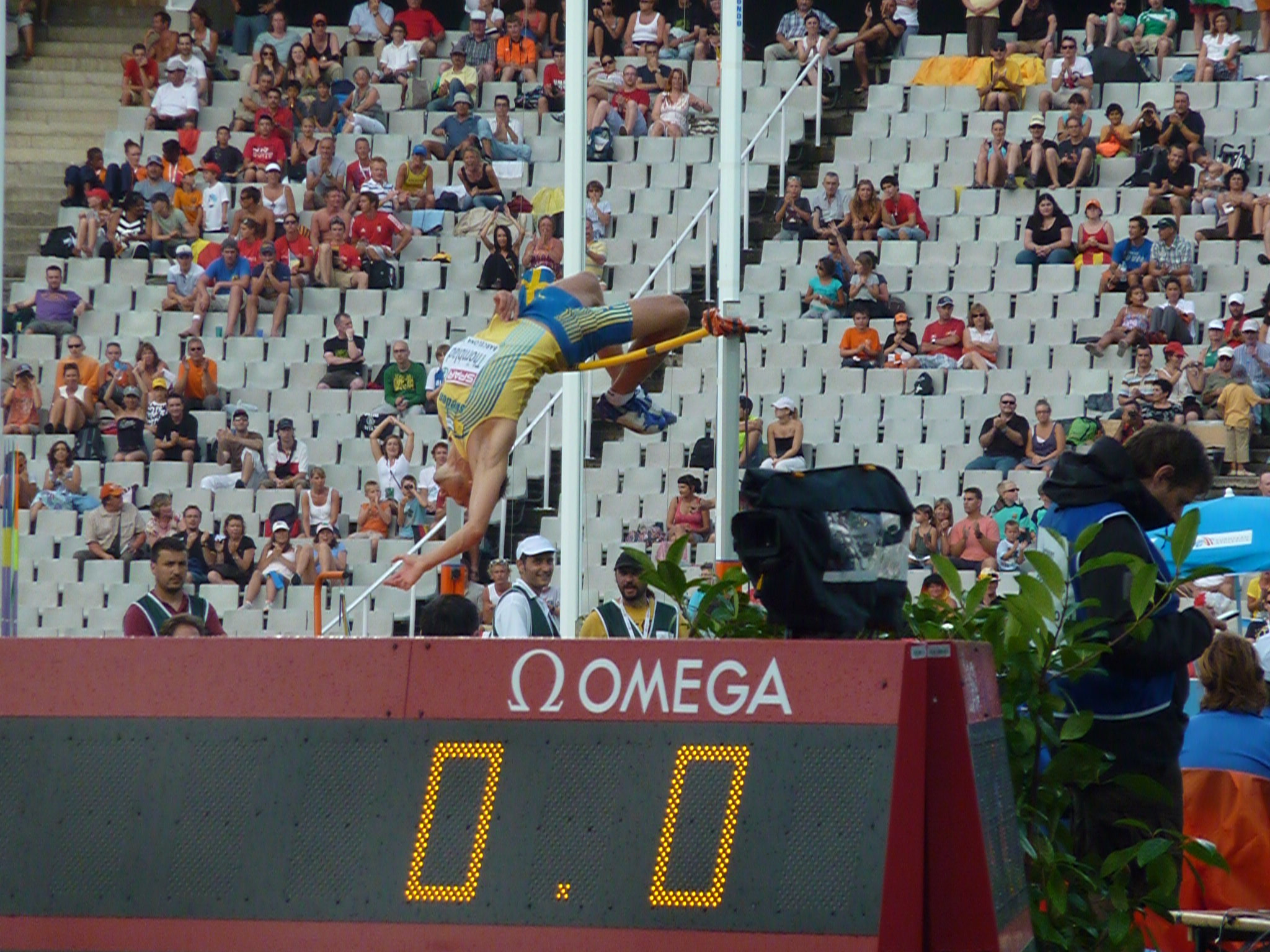
Linus Thörnblad bei der Lattenüberquerung (2010)

Linus Thörnblad (* 6. März 1985 in Lund) ist ein schwedischer Hochspringer. Der 1,80 m große und im Wettkampf 76 kg schwere Thörnblad gewann 2006 Bronze bei den Hallenweltmeisterschaften.

## Karriere
Nachdem Thörnblad bei den Jugendweltmeisterschaften 2001 und den Juniorenweltmeisterschaften 2002 nicht ins Finale gekommen war, gewann er 2003 mit 2,23 Meter Bronze bei den Junioreneuropameisterschaften. In der Saison 2003 gelang ihm auch sein erster Sprung über 2,30 Meter. Bei den Juniorenweltmeisterschaften 2004 sprangen die ersten fünf Springer über 2,21 Meter, Thörnblad wurde als Vierter eingereiht. Bei den Olympischen Spielen 2004 erreichte Thörnblad nicht das Finale. 
2006 wurde Thörnblad bei den Hallenweltmeisterschaften mit 2,33 Meter Dritter und ließ erstmals in einem wichtigen Wettkampf seinen Landsmann Stefan Holm hinter sich. Vor heimischem Publikum bei den Europameisterschaften 2006 verbesserte sich Thörnblad auf 2,34 Meter, wurde aber wegen eines Fehlversuchs mehr nur Vierter hinter Holm. In der Hallensaison 2007 steigerte sich Thörnblad bei den Schwedischen Hallenmeisterschaften auf 2,38 Meter. Bei den Halleneuropameisterschaften 2007 in Birmingham überquerte er 2,32 Meter und gewann Silber hinter Holm. Bei den Weltmeisterschaften 2007 gelang Thörnblad die Qualifikation für das Finale, dort schied er aber bereits mit 2,16 Meter als 15. aus. 